# Nick Bockwinkel
Nicholas Warren Francis Bockwinkel dit Nick Bockwinkel (né le 6 décembre 1934 à Saint Paul (Minnesota) et mort le 14 novembre 2015 à Las Vegas (Nevada)) est un catcheur (lutteur professionnel) américain.
Fils du catcheur Warren Bockwinkel, il suit les traces de son père après que l'université de l'Oklahoma lui retire sa bourse sportive comme joueur de football américain après une blessure. Il est principalement connu pour son travail à l'American Wrestling Association où il est quadruple champion du monde poids lourd de cette fédération.

## Jeunesse
Bockwinkel est le fils du catcheur Warren Bockwinkel. Il fait partie de l'équipe de football américain et de lutte de l'université de l'Oklahoma. Une blessure au genou l'empêche de continuer à jouer ce qui met fin à sa bourse sportive. Il s'entraîne pour devenir catcheur puis poursuit ses études et obtient un diplôme
en commerce à UCLA.

## Carrière de catcheur

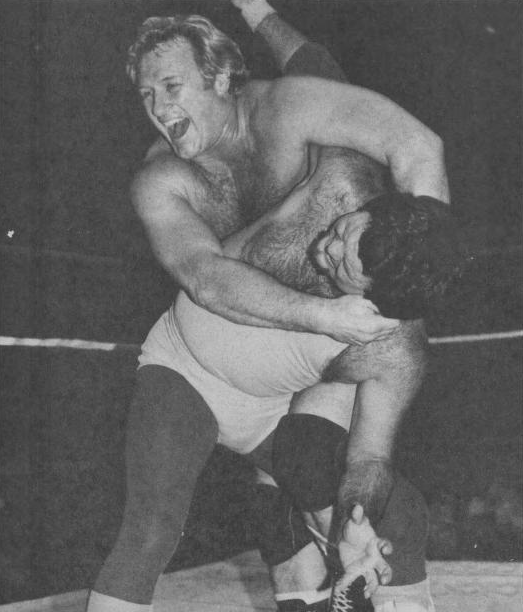
Étirement abdominal de Bockwinkel sur Lawler, 1983.

### Débuts
Il décide de devenir catcheur et s'entraîne auprès de son père Warren et de Lou Thesz. Il dispute son premier combat qu'il perd face à Thesz.
Il travaille en Californie sous le nom de Dick Warren où il obtient ses premiers titres en devenant le 28 avril 1958 champion par équipe de la côte pacifique de la National Wrestling Alliance (NWA) San Francisco avec Ramon Torres après leur victoire face à Art Neilson et Hans Hermann dans un match au meilleur des trois tombés.

## Palmarès
- American Wrestling Association (AWA)
  - 4 fois champion du monde poids lourd de l'AWA[6]
  - 3 fois champion du monde par équipes de l'AWA avec Ray Stevens[7]
- Big Time Wrestling
  - 1 fois champion du monde par équipes avec Wilbur Snyder[8]
- Championship Wrestling from Florida
  - 1 fois champion par équipes de Floride de la National Wrestling Alliance avec Ray Stevens[9]
- Continental Wrestling Association
  - 1 fois champion poids lourd du Sud de l'American Wrestling Association[10]
- Georgia Championship Wrestling
  - 2 fois champion poids lourd de Géorgie de la National Wrestling Alliance[11]
  - 3 fois champion Télévision de Géorgie de la National Wrestling Alliance[12]
- Mid-Pacific Promotions
  - 2 fois champion poids lourd d'Hawaï de la National Wrestling Alliance[13]
  - 1 fois champion par équipes d'Hawaï de la National Wrestling Alliance avec Bobby Shane[14]
- National Wrestling Alliance San Francisco
  - 2 fois champion du monde de la National Wrestling Alliance avec Ramon Torres[15]
- Worldwide Wrestling Associates (WWA)
  - 1 fois champion international par équipes de la WWA avec Édouard Carpentier[16]